# Трг Светог Саве (Ниш)
Трг Светог Саве је градски трг у Нишу. Налази се у општини Медијана.

## Положај трга
Трг заузима периферну позицију у односу на град као целину. Простор трга ограничен је улицама: Париске комуне, Булевар Немањића, Византијски Булевар и улицом Бранка Крсмановића. 

## Опис трга
Трг је највећим делом уређен као парковски простор са високим и ниским зеленилом и са великим бројем поплочаних пешачких стаза. Централни део трга је такође поплочан и тај простор се користи за разне манифестације током године. У централном делу се такође налази и црква Светог Цара Константина и Царице Јелене, која уједно представља и главни репер овог трга. Са јужне, источне и делимично западне стране налази се по ободу трга низ локала, углавном трговинских и угоститељских радњи. Северни део трга заузима основна школа Свети Сава са школским двориштем и теренима за тенис, фудбал и кошарку. На тргу Светог Саве налази се и седиште градске општине Медијана, а на ободу трга и пијаца Бошко Буха. Парковски део трга има правилан правоугаони облик док северни део има донекле разуђену и неправилну контуру.

## Историја
Трг Светог Саве је један од најмлађих тргова у Нишу, и свој правилан облик дугује управо чињеници да је просторно планиран, док је највећи број тргова настајао спонтано и развијао се према потребама становништва. У заводу за урбанизам у Нишу усвојено је 1969. године идејно решење Булевара Лењина (данашњи Булевар Немањића) као и простора у Кривом виру и Кривим ливадама. Простор је био предвиђен за 40.000 људи, а сходно толиком броју планираних становника јавила се потреба за издвајањем рејонског центра са потребним пратећим садржајем. Предвиђено је да тај рејонски центар заузима око 4,5 хектара и да се на њему нађу основна школа, пијаца Бошко Буха, просветно-педагошки завод и робна кућа Нишава, али је већи део остао празан и неискоришћен. До сређивања овог простора први пут долази изненадно септембра 1989. године када је он очишћен и изравнат за потребе великог митинга солидарности са Србима на Косову и Метохији, на коме је било приближно 200.000 људи. Након митинга, на иницијативу грађана покренута је петиција за уређење празног простора у парковски простор. У међувремену је по ободу трга изграђено десетак угоститељских и занатских радњи, чија је даља градња заустављена интервенцијом грађана.
По пројекту архитекте Драгослава Вељковића изграђен је парк, и читав тај комплекс добио је назив Трг Уједињених нација. За време агресије НАТО пакта на Југославију трг мења име у Трг Светог Саве а у исто време и основна школа Едвард Кардељ мења назив у основна школа Свети Сава. Задњу крупну реконструкцију трга представља почетак изградње цркве посвећене Светом Цару Константину и Царици Јелени по пројекту архитекте Јована Мандића.
Крупне реконструкције трга пратиле су и мање измене. Дограђивана су игралишта за децу, источни део школског дворишта на коме су се налазиле зелене површине је срушен и на његовом месту су изграђени тениски терени. Трг данас садржи низ функција које су од великог значаја за становнике свих генерација и не само стамбеног насеља које га окружује, већ на нивоу целог града, и као такав представља један од битнијих центара у Нишу.